# PubMed
PubMed（パブメド）は医学、看護学、歯学、獣医学、生命科学とその周辺分野に関する参考文献や要約を掲載するMEDLINEなどへの無料検索エンジンである。 
アメリカ国立衛生研究所のアメリカ国立医学図書館（NLM）が情報検索Entrezシステムの一部としてデータベースを運用している。データベース統合検索システム Entrez（NCBI 作成）の一部として提供されており、 世界の主要医学系雑誌等に掲載された文献を検索することができる。
1965 年以前の OLD MEDLINE と 1966 年以降の MEDLINE に分かれている。1971年から1997年にかけてMEDLINEの利用は主に大学図書館などの機関施設に限定されていたが、 1996年1月に初公開されたPubMedは個人や法人の一般利用への先駆けであった。一般公開は1997年6月に式典にてアル・ゴア副大統領により実演された。
多くのPubMedの文書には全文記事へのリンクが含まれており、PMC (アーカイブ)など掲載元の一部は自由に利用できる。2016年に、NLMは出版社が索引付けされた記事の誤植を直接修正できるように、索引付けシステムを変更した。
2017年1月5日時点で、最古の1966年からの2680万件以上の記事があり、毎年約500,000件が追加されている。 同時点で1310万件が抄録とともに掲載されており、1420万件が全文へのリンクがある（そのうち380万件の記事が全文無料利用可能）。

## PMID
PMID（パブメドアイディー、PubMed Unique Identifier） は文献検索サイト PubMed が各文献へ割りふっている ID番号。この番号を指定することで、サイト上で単一の文献を指定することができる。例えば1990年に米国科学アカデミー紀要に掲載された小川誠二の論文（fMRIの基礎となるBOLD法の原理を提出した論文）は 2124706 というPMIDを持つ。この数字をPubMedの検索窓に直接打ち込むか、または http://www.ncbi.nlm.nih.gov/pubmed/ へアクセスすると、対象論文の文献情報が表示される。この論文のようにオープンアクセスで無料公開されているものは、画面右上に論文本文へのリンクがアイコンで表示される。

## 類似サイト
NLMは、MEDLINE情報を、Ovid、Dialog、エブスコ・インフォメーション・サービス、 Knowledge Finderなどの商用、非営利、学術用など多数の民間企業に提供している。2008年10月時点で500以上のライセンスが発行されており、そのうち200以上は米国外に提供されている。 MEDLINEデータの使用ライセンスが無料で公開されているため、NLMは多くの代替インタフェースとPubMedへの外部利用の無料のテスト環境を提供している。

## 画像・動画
- PubMedでの文献の探し方。日本語による解説動画。統合TV（DBCLS）